# David Clayton-Thomas
David Henry Thomsett, conocido como David Clayton-Thomas, es un cantante y guitarrista de rock y pop, canadiense de origen británico Reino Unido, nacido en Surrey (Reino Unido), el 13 de septiembre de 1941, aunque se trasladó muy pequeño a Toronto.
Comenzó tocando solo en clubes, bajo la influencia de bluesmen como Sonny Terry y Brownie McGhee o, sobre todo, John Lee Hooker. En 1964 formó su primera banda de rhythm & blues, The Shays, con quienes grabó en un sello canadiense (A go-go, Roman Records, 1964). Su siguiente banda, The Bossmen, también editó disco en la misma compañía (Like it is, 1966) que incluía el sencillo jazz-rock Brainwhased, que obtuvo bastante éxito en Canadá. Con algunos miembros de estas bandas, Clayton-Thomas formó, en 1968, The Clayton-Thomas Combine, que grabó un sencillo con su tema Spinning wheel, aunque se deshizo muy pronto.
En 1969 fue invitado por Bobby Colomby a integrarse en Blood, Sweat & Tears, sustituyendo como cantante a Al Kooper, que había abandonado el grupo. El primer disco que editaron juntos (Blood, Sweat & Tears, segundo de la banda), le proporcionó tres Premios Grammy, entre ellos el de Mejor Interpretación Vocal Masculina. Uno de los sencillos del disco, que obtuvo el disco de oro, fue una versión de su tema Spinning wheel. Clayton-Thomas permaneció con BS&T, hasta 2005, aunque en el período 1971-1974 abandonó la banda para desarrollar su propia carrera, especialmente en los circuitos de Las Vegas. En 1972, participó en el Festival de la Canción de Río de Janeiro, donde empató en la final con Nino Bravo. Tras su regreso, mantuvo viva la formación, aunque las disputas con Bobby Colomby por el control del nombre, impidieron que, a partir de 1981, se editaran discos bajo su denominación.
En 1996, fue incluido en la Music Hall of Fame de Canadá. En 2004, regresa a Toronto y, dos años más tarde, en 2006, su tema Spinning wheel es incluido en la Hall of Fame de los Compositores Canadienses.